# إريك لارتيجاو
إريك لارتيجاو (بالفرنسية: Éric Lartigau) هو كاتب سيناريو ومخرج وممثل فرنسي، ولد في 20 يونيو 1964 بباريس في فرنسا.

## وصلات خارجية
- إريك لارتيجاو على موقع IMDb (الإنجليزية)
- إريك لارتيجاو على موقع قاعدة بيانات الأفلام العربية
- إريك لارتيجاو على موقع ألو سيني (الفرنسية)
- إريك لارتيجاو على موقع أول موفي (الإنجليزية)
- إريك لارتيجاو على موقع قاعدة بيانات الأفلام السويدية (السويدية)
- إريك لارتيجاو على موقع قاعدة بيانات الفيلم (الإنجليزية)
- إريك لارتيجاو على موقع كينوبويسك (الروسية)